# یواس‌اس اتاموا (وای تی‌بی-۷۶۱)
یواس‌اس اتاموا (وای تی‌بی-۷۶۱) (به انگلیسی: USS Ottumwa (YTB-761)) یک کشتی است که طول آن ۱۰۹ فوت (۳۳ متر) می‌باشد. این کشتی در سال ۱۹۶۱ ساخته شد.